# Варшавський процес

Листівка «Учасники Варшавського процесу»

Варша́вський процес 1935—1936 — один із найбільших судових процесів проти Організації українських націоналістів. Відбувся у Варшаві 18 листопада 1935 — 13 січня 1936 року. Усіх учасників процесу звинувачували у приналежності до ОУН, підготовці замаху і вбивстві міністра внутрішніх справ Польщі Броніслава Перацького 15 червня 1934.

## Підсудні
1. Степан Бандера (крайовий провідник ОУН), 26 років, студент Львівської Політехніки;
2. Микола Лебідь, 25 років, абсольвент гімназії;
3. Дарія Гнатківська, 23 роки, абсольвентка гімназії;
4. Ярослав Карпинець, 30 років, студент Краківського університету;
5. Микола Климишин, 26 років, студент Краківського університету;
6. Богдан Підгайний, 31 рік, інженер;
7. Іван Малюца, 25 років, студент Львівської Політехніки;
8. Яків Чорній, 28 років, студент Люблинського університету;
9. Євген Качмарський, 25 років, незакінчена гімназична освіта;
10. Роман Мигаль, 24 роки, студент Львівського університету;
11. Катерина Зарицька, 21 рік, студентка Львівської Політехніки;
12. Ярослав Рак, 27 років, юрист.

Представниками сторони обвинувачення були, зокрема, прокурор варшавського Апеляційного суду Казімєж Рудніцький, також Владислав Желенський.
Захисники — українські адвокати Володимир Горбовий, Я. Шлапак, Лев Ганкевич, О. Павенецький. Усі підсудні, крім Романа Мигаля, і більшість українських свідків відмовилися свідчити польською мовою.

## Вирок
- Степан Бандера, Микола Лебідь і Ярослав Карпинець були засуджені до смертної кари, заміненої у зв'язку з амністією на довічне ув'язнення,
- Микола Климишин і Богдан Підгайний — на довічне ув'язнення,
- Дарія Гнатківська — до 18,
- Іван Малюца, Роман Мигаль і Яків Чорній — 12,
- Катерина Зарицька — 8,
- Ярослав Рак і Євген Качмарський — до 7 років ув'язнення.

Через початок Другої світової війни й окупацію Польщі ніхто з підсудних не пробув в ув'язненні повний термін. Роман Мигаль загинув при перевезенні в'язнів.
День оголошення вироку українська громадськість оголосила днем національної скорботи.